# Le Bossu de la morgue
Pour plus de détails, voir Fiche technique et Distribution.
Le Bossu de la morgue (El jorobado de la Morgue) est un film d'horreur espagnol réalisé par Javier Aguirre, sorti en 1973.

## Synopsis
Wolfgang Gotho, un  misérable bossu, est employé à la morgue de l'hôpital de Feldkirch, en Allemagne. Lorsque son amoureuse Ilsa, une patiente aveugle et malade dont il est fou amoureux, décède de sa maladie incurable, il demande à un savant sans scrupules, le docteur Orla, de la ressusciter. Il accepte mais, en échange, le bossu doit lui ramener des morceaux de cadavres tout frais pour ses recherches jugées immorales par la fonction médicale. Alors qu'Orla installe son laboratoire dans d'anciennes galeries secrètes, Gotho, motivé par la promesse du savant, se transforme en tueur sanguinaire. Lorsqu'il découvre qu'il est manipulé par Orla, ce dernier réussit à donner vie à une créature vivante, à l'aide du Necronomicon, mais elle a faim et finit par exiger de la chair fraiche....

## Fiche technique
- Titre original : El jorobado de la Morgue
- Titre français : Le Bossu de la morgue
- Réalisation : Javier Aguirre
- Scénario :Javier Aguirre et Alberto S. Insua
- Montage : Petra de Nieva
- Musique : Carmelo A. Bernaola
- Photographie : Raúl Pérez Cubero
- Société de production : Eva Film S. L.
- Pays :  Espagne
- Format : couleur
- Genre : horreur
- Durée : 87 minutes
- Date de sortie :
  - Espagne : 13 juillet 1973

## Distribution
- Paul Naschy : Wolfgang Gotho
- Alberto Dalbes : docteur Orla
- Rossana Yanni : Elke
- Victor Barrera (crédité comme Vic Winner) : docteur Frederick Tauchner
- Maria Perschy : Frieda
- Maria Elena Apron : Ilse
- Manuel de Blas : un inspecteur de police
- Antonio Pica : un inspecteur de police
- Kino Pueyo (crédité comme Joaquin Rodriguez 'Kinito') : Hans
- Ángel Menéndez : le commissaire
- Fernando Sotuela : Udo
- Sofía Casares : Eva
- Antonio Mayans : l'ami de Hans

## Récompenses et distinctions
- Paul Naschy : Meilleur acteur à la Convention du cinéma fantastique, Paris, 1973